# Utopia (série télévisée, 2020)
Pour les articles homonymes, voir Utopia (homonymie).
Utopia est une série télévisée américaine adaptée par Gillian Flynn à partir de la série originale britannique sortie en 2013. La première saison constituée de huit épisodes est diffusée le 25 septembre 2020 sur Prime Video avant l'annonce de l'arrêt de la série.

## Production
Après l'arrêt de la série originale britannique, un remake était en cours d'organisation chez HBO, avec David Fincher, mais le projet n'aboutit pas du fait d'un différend financier — Rooney Mara, suggérée par Fincher au casting, était considéré par HBO comme étant « largement en dehors du budget »,,.
En 2018, Amazon annonce avoir commandé un remake de la série originale, dont la première saison est constituée de neuf épisodes sans épisode pilote, avec Gillian Flynn à la réalisation. En juin 2018, il est annoncé que la série commencera à être filmée à l'automne 2018. Le 8 août 2018, Flynn annonça que trois réalisateurs se succèderaient pendant le tournage, un tous les trois épisodes.
La première saison est diffusée sur le service Prime Video en 2020, avant que l'arrêt de la série soit annoncé.

## Synopsis
Depuis qu'un exemplaire original d'un énigmatique comic est tombé entre leurs mains, des fans réalisent que les théories de conspiration évoquées dans la bande-dessinée sont réelles. Dès lors traqués sans répit par une mystérieuse organisation, ces jeunes gens, qui ne connaissaient pas jusqu'alors, vont devoir se serrer les coudes pour survivre et utiliser à bon escient les données en leur possession... Pour sauver l'humanité ?

## Distribution

### Personnages principaux
- Sasha Lane (VF : Laetitia Coryn) : Jessica Hyde
- Dan Byrd (VF : Anthony Carter) : Ian Ackerman
- John Cusack (VF : Renaud Marx) : Kevin Christie
- Ashleigh LaThrop (VF : Aurélie Konaté) : Becky Todd
- Desmin Borges (VF : Antoine Schoumsky) : Wilson Wilson
- Christopher Denham (VF : Paolo Domingo) : Arby / John Hyde
- Javon Walton (VF : Fanny Bloc) : Grant Bishop[8]
- Rainn Wilson (VF : Christophe Lemoine) : Michael Stearns

### Personnages secondaires
- Jessica Rothe (VF : Caroline Mozzone) : Samantha J.
- Farrah Mackenzie (VF : Maryne Bertieaux) : Alice
- Cory Michael Smith (VF : Cyrille Thouvenin) : Thomas Christie
- Fiona Dourif (VF : Aurore Bonjour) : Cara Frostfield
- Jeanine Serralles (VF : Edwige Lemoine) : Colleen Stearns
- Tim Hopper (VF : Denis Laustriat) : Dale Warwick
- Robinson Hadley (VF : Maryne Bertieaux) : Lily / Charlotte
- Camryn Manheim (VF : Rebecca Finet) : Artemis
- Sohn Sonja (VF : Laura Zichy) : l'agent Katherine Milner
- Felisha Terrell (VF : Véronique Desmadryl) : Hailey Alvez
- Dustin Ingram : Tallman
- Michael B. Woods (VF : Julien Allouf) : Rod
- Crystal R. Fox (VF : Isabelle Leprince) : Kim
- Rebecca Spence (VF : Isabelle Auvray) : Laura Christie
- Calum Worthy (VF : Augustin Bonhomme) : Ethan Lander

 Source et légende : version française (VF) sur RS Doublage  et cartons du doublage français sur Prime Video.

## Production
- Producteurs exécutifs[1] :
  - Gillian Flynn
  - Jessica Rhoades
  - Dennis Kelly
  - Karen Wilson
  - Diederick Santer
  - Sharon Hall
- Sociétés de production[1] :
  - Endemol Shine North America
  - Kudos Film and Television
  - Amazon Studios

## Épisodes
1. La vie commence (Life Begins)
2. Juste un petit fan de BD (Just a Fanboy)
3. L'enfant du mardi (Tuesday's Child)
4. Faire ça vite et bien (Not Slow Not Bad)
5. Commande 2472 (Order 2472)
6. Respecte ton but (Respect Your Purpose)
7. Parle ou crève (Talking Hurts)
8. Reste en vie Jessica Hyde (Stay Alive, Jessica Hyde)